# Club Sport Victoria
El Sport Victoria es un club de fútbol de Perú, de la ciudad de Ica en el Departamento de Ica. Fue fundado el 14 de marzo de 1916 y jugó en la Segunda División del Perú durante 7 temporadas.
En el 2016 Sport Victoria fue declarado Patrimonio Cultural y Deportivo de la Región Ica por el alcalde Carlos Ramos Loayza. Es uno de los clubes más populares y tradicionales del Departamento de Ica.

## Historia
Ya se tenía noticias registradas acerca de la práctica del fútbol en el Perú sobre todo en el Callao  (agosto de 1892) cuando aparecían publicado en varios diarios limeños y llegaban a la Villa de Valverde informando de la realización de partidos de fútbol con equipos formados por residentes, en su mayoría ingleses, limeños y Chalacos.

### Fundación
El Club Sport Victoria nació con el nombre de Sport Huamanguilla y creado el 14 de marzo de 1916 a iniciativa de un grupo de lugareños aficionados al deporte Rey creando sus primeras Juntas Directivas, en sus humildes inicios se desarrolló en las calles de Huamanguilla del distrito de Los Aquijes; debido a su problema de distancia entre Huamanguilla y el Cercado de Ica se decidió mudar a su actual sede a la calle La Unión. Allí se erigió la sede institucional y desde 1918, se afilió al club a la Liga Distrital de Ica, debido al traslado se decidió cambiar de nombre a Sport Victoria.
La grandeza del Sport Victoria de ser parte importante en la historia del Fútbol Peruano sobre todo de Ica se acrecienta día a día, entre muchos factores, por un impresionante palmarés que le convierte en uno de los equipos con más títulos y mucha trayectoria en el balompié iqueño.
El Sport Victoria es, dentro del fútbol iqueño, el club que está más ligado al pueblo, a las masas, a las mayorías de fanáticos, es por eso que a lo largo de su historia, y a través de todas las generaciones, sus hinchas se han mantenido fieles a esa gran pasión. Se comienza a trabajar muy seriamente y aspirar al fútbol profesional para convertirse en uno de los grandes del fútbol peruano.

### Crisis y la desaparición temporal
El año 1925 fue importante para el fútbol iqueño pues por primera vez se disputó el torneo de Primera División de la Liga Distrital de Ica, cuyo campeón fue Sport San Martín. Pero en la historia de Sport Victoria, esa temporada está marcada por un momento de crisis interna. Algunos de los fundadores riñeron entre sí y eso motivó que la facción encabezada por Agustín Mayurí decidiera alejarse del club y formar un nuevo equipo. Nació así el Atlético Independiente, elenco formado por varios disidentes ex-victorianos que también se mantiene vigente hasta la actualidad.
El primer título distrital de Sport Victoria llegó en la temporada 1930, en el denominado Torneo Reorganización de la Liga de Ica, luego de ganar por 3-1 a Buenos Aires. Para ese momento, ya el cuadro blanquinegro había sabido ser base del seleccionado de Ica. Luego, volvió a campeonar en 1934, pero tres años luego la fortuna fue inversa y el equipo se marchó al descenso. Eso generó una nueva crisis organizacional que llevó a que no disputara algunas veces los torneos de ascenso y quedara formalmente inactivo. Pese a ello, los jugadores victorianos continuaron jugando juntos, fuera con la camiseta del equipo o bajo otros colores, en torneos amistosos o campeonatos interhaciendas, como se estilaba en la Ica de la época.

### El retorno y la consolidación
Durante su crisis, Sport Victoria llegó a ganar la Segunda División Distrital de Ica en 1946, al imponerse 1-0 en partido decisivo al Centro Sport Ica. Sin embargo, el equipo no estaba en condiciones financieras de jugar la Primera, por lo que se "congeló" su ascenso y no se hizo efectivo sino hasta 1953, cuando retornó. En 1957 fue subcampeón de Ica contando con Nicolás Nieri como figura. En 1961 volvió a descender a la Segunda iqueña.
Luego de nuevo ascenso, se mantuvo en la Primera División Distrital iqueña, con solo dos interrupciones. La primera en 1966, cuando descendió, curiosamente en el mismo año en que Octavio Espinosa jugó por primera vez un torneo nacional:  Sin embargo en 1968 estaba de vuelta. La segunda ausencia, en cambio, sí fue más prolongada: Victoria bajó en 1986 y no regresó sino hasta 1997 en adelante, Sport Victoria se mantuvo sólidamente en la Primera División Distrital iqueña.
Su mejor campaña en Copa Perú se dio en 2006, cuando llegó a ser campeón departamental y regional, e intervino por vez primera en la Etapa Nacional. En ella, no obstante, fue eliminado en octavos de final por el Deportivo Ingeniería de Huancayo, con el que igualó 0-0 en la 'Incontrastable' y 1-1 en Ica.

### Campañas en la Copa Perú
En los años 2006 y 2007 logró clasificar a la Etapa Nacional de la Copa Perú, siendo eliminado en ambas oportunidades en los octavos de final. Mientras que en la Copa Perú 2010 avanzó hasta los cuartos de final siendo eliminado por el Asociación Deportiva Tarma.
En la Copa Perú 2011, Sport Victoria terminó siendo subcampeón de la Región VI por detrás de Defensor Zarumilla de Nazca. Fue eliminado en octavos de final por el Alianza Universidad de Huánuco.
Para la temporada 2012, Sport Victoria contó con la mayoría de jugadores de la temporada anterior, con lo cual logró ser campeón de la Región VI por delante de Defensor Zarumilla, clasificando otra vez a la Etapa Nacional.
En octavos de final se enfrentó al Deportivo Municipal de Mazamari, donde perdió 3-1 en Mazamari pero logró remontar el resultado goleando 4-0 en Ica. Luego en los cuartos de final jugó contra Defensor Zarumilla, donde pese a caer 3-0 en Nazca, logró ganar por el mismo marcador, por lo que clasificó a la siguiente etapa al vencer 4-3 por penales. Sin embargo, sería eliminado por Alfonso Ugarte de Puno, luego de caer goleado 4-0 en Puno y ganar 3-1 en Ica.

### Campañas en Segunda División
Luego de la buena campaña en la Copa Perú 2012 fue invitado a la Segunda Profesional Peruana para la temporada 2013, por ser semifinalista, Sport Victoria de Ica cumplió con los requerimientos del ente organizador y ahora se apresta a pelear el cupo que permite el ascenso al Descentralizado. El único cotejo amistoso del equipo iqueño jugado bajo la dirección técnica de Mifflin Bermúdez fue en su presentación ante Walter Ormeño de Cañete que terminó empatado 1-1 antes del inicio del campeonato. El domingo 21 de abril de 2013 hizo su debut en la Segunda División Profesional en la derrotada por 4 a 1 frente al Atlético Torino en condición de visita. Para las siguientes fechas el Decano Iqueño comandado por Eusebio Salazar demostraron que, a pesar de ser un plantel modesto, daban batalla y complicaciones a sus adversarios que visitaban tierras iqueñas, a pesar de ello los albinegros durante la campaña finalizaron en el puesto 10 con 34 unidades, quedando lejos del ansiado ascenso al Descentralizado.
Para la temporada 2014, tuvo un inicio incierto y se pensó que no iba a terminar el campeonato por la serie de deudas que arrastraba. Sin embargo, una luz de esperanza se prendió a medio camino, la inyección económica que tanto requería el club y terminó salvándose con varias fechas de anticipación del descenso. Finalizaron en el puesto 13 con 31 puntos.
A un año del centenario, Sport Victoria tuvo otra campaña irregular y quedó cerca de las últimas posiciones. Fue otra temporada en que el equipo no logró sostenibilidad de resultados, pero al menos aseguró su permanencia en Segunda División. La campaña del 2015 fue irregular: no logró pelear el ascenso a Primera y mucho menos llegó a ser protagonista. El equipo albinegro solo intentó no perder la categoría. El goleador del equipo fue el argentino Elián Abdala con 7 goles, y tuvo dos entrenadores: José Ignacio Verme estuvo desde las fechas 1 a 12 para luego ser remplazado por Eusebio Salazar. Finalizaron en el puesto 9 con 23 puntos. en la temporada 2017, Sport Victoria no pudo sostener ese buen rendimiento, por lo que tuvo que contentarse con un octavo lugar
En el 2018 se inició con equipo joven, con la llegada de Francesco Manassero con el fin de que ganen experiencia, sin embargo la inexperiencia los malos resultados en la segunda rueda obligaron la salida del D.T. y en riesgo de perder la categoría, al mando de D.T. Luis Revilla se salvó la categoría en la después de que el Alfredo Salinas se le restaran puntos en la última fecha.

### Liga 2
Bajo el mando de la FPF se creó la  Liga de Fútbol Profesional, donde el torneo de Segunda División pasaría a denominarse a Liga 2, que no contaría con los clubes Sport Rosario y Deportivo Hualgayoc tras tener grandes deudas, a esto se le sumaba el equipo victoriano tras la renuncia de su presidente y cargo temporal del vicepresidente. Su participación era una incógnita hasta abril cuando Simon Baldeon decidió apoyar al club pagando sus deudas y tras una asamblea con los demás clubes se aprobó su participación, tras los malos resultados se llegó a cambiar al Director Técnico 3 veces hasta mediados de julio de 2019 tras la contratación de su tercer D.T. Luis Molina, con la intención de salvar al equipo del descenso y escalar en la tabla de posiciones que permitiese soñar en la liguilla final. Sin embargo el 9 de agosto descalificaron al equipo por una insolvencia económica. De esta manera, los partidos restantes, se perderían por Walk Over, descendiendo a la Copa Perú.

### Regreso a Copa Perú
Tras cancelarse la Copa Perú en 2020 y no participar de la edición 2021, en 2022 debió iniciar su participación en la Etapa Departamental de Ica pero no tomó parte del torneo. Al año siguiente volvió a participar en la Liga Distrital de Ica donde logró el título del torneo y clasificó a la Etapa Provincial. En esa etapa fue eliminado en cuartos de final por Mariscal Sucre de La Tinguiña.
En 2024 estuvo disputando la Liga Distrital de Ica donde se ubicó en el primer lugar del grupo B pero, debido a las deudas contraídas durante su paso por Segunda División, se retiró del torneo a falta de una fecha.

## Uniforme
- Uniforme Titular: Camiseta a rayas negras y blancas, pantalón negro y medias negras..
- Uniforme alternativo: Camiseta morada, pantalón blanco y medias blancas.
- Uniforme en el Mes Morado:  Camiseta color morado, pantalón morado y medias moradas.

### Evolución del uniforme

#### Titular
| 19??-2008 | 2009 | 2010 | 2011 | 2012 | 2013 | 2014 | 2014-15 | 2015 | 2016 |  |

| 2017 | 2018 | 2019 |

#### Alternativa
| 2010 | 2011 | 2012 | 2013 | 2014 | 2015 | 2016 | 2017 | 2018 |  | 2019 |

#### Tercera Indumentaria
| 2016 | 2017 |

#### Mes Morado
El Club Sport Victoria cada mes de octubre estrena una camiseta morada en honor al Señor de Luren debido al fervor religioso que le tiene la ciudad de Ica a su patrón.
| 2014-2015 | 2016 | 2017 | 2018 |  |

### Indumentaria y patrocinador
| Periodo     | Proveedor   |
| ----------- | ----------- |
| 2010-2012   | Walon       |
| 2013        | Real        |
| 2014        | Jor         |
| 2014-2015   | Crack Sport |
| 2016        | Loma's      |
| 2017 - 2018 | Habitez     |
| 2019        | New Life    |
| 2021        | Crack Sport |
| 2023        | New Life    |
| 2024        | Habitez     |

| Periodo   | Patrocinador       |
| --------- | ------------------ |
| 2010-2013 | IVC Contratistas   |
| 2014      | Triathlon Sport    |
| 2015-2016 | IVC Contratistas   |
| 2017      | Xirect             |
| 2018      | VOLT               |
| 2019      | Caja Municipal Ica |
| 2023      | Posnet AGRO        |
| 2024      | CAELFA             |

## Símbolos

### Escudo
En sus inicios, el Sport Victoria buscaba identificarse con la cultura de la región, por lo que se decidió utilizar la imagen de una araña de color blanco proveniente de las Líneas de Nasca, con el nombre "Sport Victoria" en la parte superior, este primer escudo también fue clave para la elección de la mascota. Con el tiempo, y en un proceso de identificación con el pueblo iqueño, el club comenzó a utilizar la figura del Señor de Luren, quien se convirtió en un símbolo central en la evolución del escudo hasta el diseño actual.
El escudo actual incorpora al Señor de Luren, la Catedral de Ica y un balón de fútbol en el centro. De esta forma, se busca reflejar la fusión entre la fe y el deporte, elementos representativos de la identidad de Ica y de la propia esencia del club.

### Mascota
Tras 4 años en Segunda División, el club realizó una encuesta sobre el diseño de la mascota, el cual ganaría Victorio un tigre blanco con rayas negras que lleva los colores del equipo y es sinónimo de fuerza de líder de garra, el cual acompañaría al equipo en todos sus partidos.

### Hinchada
La barra "LoSVagos" es la hinchada principal del Sport Victoria" que apoya desde 1985

## Estadio
Estadio de fútbol ubicado en la ciudad de Ica en la región del mismo nombre, es uno de los escenarios más pequeños del Perú ya que sólo recibe en sus instalaciones a 8 000 personas, sin embargo es el orgullo del pueblo iqueño.
En el año 2002 se hizo el resembrado total del campo, gracias a un convenio entre en Instituto Peruano del Deporte, la Corporación Backus & Johnston y la Asociación Deportiva de Fútbol Profesional.
En la actualidad este recinto deportivo es utilizado por los equipos iqueños históricos como el Club Octavio Espinosa y Sport Victoria que participan en la Copa Perú y Segunda División que buscan ingresar a la Primera División. También cuenta con una cancha auxiliar que sirve como cancha de entrenamiento para algunos equipos que participan en la liga de Ica.

## Sede
El club cuenta con su local propio ubicado en la calle Junín Nº 218 en la ciudad de Ica. Fue inaugurado en mayo de 2015 durante la presidencia de Wilfredo Gerónimo García.

## Datos del club
- Fundación: 14 de marzo de 1916.
- Temporadas en Primera División:  0
- Temporadas en Segunda División:  7 (2013 - 2019)
- Mayor goleada conseguida:
  - En campeonatos nacionales de local: Sport Victoria 8:1 Serrato Pacasmayo (14 de octubre de 2018).
  - En campeonatos nacionales de visita: Los Caimanes 0:3 Sport Victoria (15 de julio de 2017).
- Mayor goleada recibida: 
  - En campeonatos nacionales de local: Sport Victoria 1:5 Carlos A. Mannucci (8 de julio del 2018).
  - En campeonatos nacionales de visita: Alfredo Salinas 7:1 Sport Victoria (13 de noviembre del 2016).
- Mejor puesto en la Segunda División: 9° (2015, 2017)
- Peor puesto en la Segunda División: 13° (2014)

## Jugadores
.

## Entrenadores
| Nombre                | Periodo     |
| --------------------- | ----------- |
| Eder Pasache Palacios | 1990        |
| Julio Falconi         | 2006-2007   |
| Abilio Hernández      | 2008        |
| Oscar Mayurí          | 2009        |
| Carlos Cortijo        | 2010        |
| Pedro Sandoval        | 2011        |
| Julio Falconi         | 2012        |
| Mifflin Bermúdez      | 2013        |
| Eusebio Salazar       | 2013 - 2014 |
| Julio Falconi         | 2014        |

| Nombre              | Periodo     |
| ------------------- | ----------- |
| José Ignacio Verme  | 2015        |
| Eusebio Salazar     | 2015        |
| Juan Vidales        | 2016        |
| Carlos Cortijo      | 2017        |
| Francesco Manassero | 2018        |
| Luis Revilla        | 2018        |
| Abilio Meneses      | 2019        |
| Eduardo Pizarro     | 2019        |
| Luis Lagunas        | 2019        |
| Javier Atoche       | 2020 - 2021 |
| Marcos Martínez     | 2023        |
| Pedro Miranda       | 2024        |

## Presidentes
| Nombre                   | Periodo     |
| ------------------------ | ----------- |
| Jorge Escudero Flores    | 2008 - 2009 |
| Gustavo Bertolotti       | 2010 - 2012 |
| Jorge Escudero Flores    | 2013 - 2014 |
| Wilfredo Geronimo García | 2015 - 2016 |
| Verney Quiroz Reátegui   | 2017        |
| Marco La Jara Morales    | 2018        |
| Simon Salcedo Baldeon    | 2019        |

## Palmarés

### Torneos regionales
| Competición regional                | Títulos                                   | Subcampeonatos    |
| ----------------------------------- | ----------------------------------------- | ----------------- |
| Etapa Regional - Región V, VI (3/2) | 2006, 2010, 2012.                         | 2007, 2011.       |
| Liga Departamental de Ica (1/2)     | 2006.                                     | 2007, 2010.       |
| Liga Provincial de Ica (2/3)        | 2008, 2010.                               | 2000, 2006, 2007. |
| Liga Distrital de Ica (7/1)         | 1930, 1934, 2000, 2006, 2009, 2010, 2023. | 1957.             |